# R-плазмида
R-плазми́да, или R-фа́ктор (англ. R-factor, R-plasmid) — плазмида резистентности, которые обеспечивает бактерии устойчивостью к антибиотикам. R-плазмиды были описаны примерно тогда же, когда антибиотики нашли широкое применение. Резистентность к новому лекарственному препарату может появиться в течение пяти лет после начала его применения. Появились и штаммы бактерий, обладающие резистентностью к нескольким антибиотикам одновременно; наиболее часто такие штаммы выявляются в больницах. Распространение множественной лекарственной устойчивости обусловлено широким применением антибиотиков в животноводстве и здравоохранении.

## Строение
Как правило, R-плазмиды имеют кольцевую форму, но могут принимать и линейную. Их масса и копийность также варьирует. Большие плазмиды, состоящие из более чем 100 тысяч пар оснований, обычно имеются в клетке в количестве 1—2, а более мелкие плазмиды, имеющие размер от 3 до 10 тысяч пар оснований, могут содержаться в числе нескольких экземпляров. В большинстве случаев R-плазмиды находятся в клетке автономно, но иногда они интегрируются в геном. R-плазмиды грамотрицательных бактерий — конъюгативные и содержат tra-оперон, отвечающий за аппарат конъюгации. Опероны, ответственные за резистентность к антибиотикам, обозначают r-оперонами. У грамположительных бактерий R-плазмиды не передаются при конъюгации. R-плазмиды могут передаваться даже между бактериями разных родов и видов: от Salmonella Typhimurium к Vibrio cholerae, S. marcesens и Yersinia pestis, а от Pseudomonas aeruginosa к Escherichia coli. Некоторые R-плазмиды могут даже мобилизовать конъюгативную передачу нуклеоида одной из клеток-конъюгантов. Плазмида, дающая устойчивость к многим антибиотикам, содержит несколько r-оперонов, каждый из которых обеспечивает резистентность к определённому антибиотику. В r-оперонах часто обнаруживаются транспозоны и интегроны. r-Опероны очень активно экспрессируются и обладают высокой копийностью. Однако на резистентность влияет также вид бактерии-хозяина: например, Shigella во много раз устойчивей к стрептомицину, чем E. coli.
Некоторые R-плазмиды неспособны к сосуществованию в одной клетке, из-за чего их разделяют на 4 группы несовместимости. Гены устойчивости часто находятся в мобильных элементах (транспозонах и интегронах). R-плазмиды могут постепенно встраивать интегроны с разными генами совместимости.

## Функции и механизмы
Как правило, R-плазмиды имеются у патогенных бактерий, однако иногда их резервуарами могут быть и непатогенные бактерии, например, молочнокислые, которые служат промежуточным звеном в передаче R-плазмид между разными видами бактерий. Механизмы лекарственной устойчивости различны. Бактериальная клетка может менять проницаемость своей клеточной стенки, активно выводить молекулы антибиотика из себя, ферментативно модифицировать или разрушать его, изменять его мишень, обзаводиться новыми метаболическими путями, которые ингибируют антибиотик.
В таблице ниже перечислены механизмы резистентности к основным группам антибиотиков.
| Антибиотик                                  | Мишень и механизм действия                                    | Механизм резистентности                                                                                 |
| ------------------------------------------- | ------------------------------------------------------------- | --- |
| Пенициллины, цефалоспорины                  | Ингибируют синтез клеточной стенки                            | Ферментативная инактивация β-лактамазой; снижение количества или сродства пенициллин-связывающих белков |
| Хлорамфеникол                               | Блокировка транспептидазного центра бактериальной рибосомы    | Инактивация при помощи ацетилирования                                                                   |
| Макролиды и линкозамиды                     | Ингибирование работы бактериальной рибосомы (50S субъединицы) | N6-диметилирование остатка аденина в 23S рРНК                                                           |
| Сульфаниламиды                              | Конкурентное ингибирование дигидропрероатсинтазы              | Замена чувствительного к сульфаниламиду фермента; Изменения в транспорте антибиотика                    |
| Триметоприм                                 | Конкурентное ингибирование дигидрофолатредуктазы              | Сверхпродукция дигидрофолатредуктазы                                                                    |
| Тетрациклин                                 | Ингибирование бактериальной рибосомы (30S субъединицы)        | Изменения в транспорте антибиотика                                                                      |
| Аминогликозиды (стрептомицин)               | Ингибирование 30S-субъединицы рибосомы и образования мембран  | Изменения в структуре рибосом, энергообеспечении мембран, модификация антибиотика ферментами            |
| Спектиномицин                               | Ингибирование синтеза белка (30S-субъединицы рибосомы)        | Изменения в транспорте антибиотика                                                                      |
| Неомицин, канамицин, гентамицин, тобрамицин | Ингибирование работы рибосомы                                 | Изменения в транспорте антибиотика                                                                      |
| Фузидовая кислота                           | Ингибирования фактора элонгации трансляции                    | Непроницаемость клеток для антибиотика                                                                  |

## Выявление
Изначально исследования R-плазмид основывались на изучениях фенотипов бактерий. Однако впоследствии стали применять молекулярные методы, например, скрининг антибиотикорезистентности, позволяющий выявить ответственные за неё гены. Для определения устойчивости к антибиотикам предлагается использование микрочипов.